# Fred Carroll
Frederick „Fred“ Carroll (* 6. Januar 1963 in Bell Island, Neufundland; † 26. Januar 2022 in Braunschweig) war ein deutsch-kanadischer Eishockeyspieler und -trainer, der während seiner Karriere für verschiedene deutsche Zweitligisten spielte.

## Karriere
Der 1,86 m große Angreifer, der allerdings im Laufe seiner Karriere auch immer wieder als Verteidiger eingesetzt wurde, kam 1986 nach Deutschland, wo er zwei Spielzeiten lang für den EC Bad Nauheim in der 2. Bundesliga spielte. Anschließend wechselte der gebürtige Kanadier zum Ligakonkurrenten ESC Wolfsburg, bei dem er weitere zwei Jahre in der zweiten Liga verbrachte. Nach einem einjährigen Engagement beim Grefrather EC in der Saison 1990/91 kehrte Carroll nochmals für 2 Jahre nach Wolfsburg zurück.
Danach unterschrieb der Stürmer einen Vertrag beim ESC Wedemark, für deren ausgegliederte Profimannschaft, die Wedemark Wildcats, er auch nach Gründung der Deutschen Eishockey Liga 1994 in deren neuem Unterbau, der 1. Liga, auf dem Eis stand. Nach dem Ausscheiden der Mannschaft im Play-off-Achtelfinale der Spielzeit 1994/95 wechselte der Kanadier innerhalb der Liga zum ETC Timmendorfer Strand, den er nach einer weiteren Spielzeit in Richtung Eintracht Braunschweig verließ.
Mit den Niedersachsen stieg Fred Carroll in der Saison 1996/97 aus der drittklassigen 2. Liga in die 1. Liga auf, wo er ein weiteres Jahr für die Eintracht aufs Eis ging. Über die bayerischen Vereine ERSC Amberg und EHC Klostersee gelangte der Angreifer 1999 zum Oberligisten Kleefelder EV Hannover, wo er seine Karriere nach einem Jahr vorläufig beendete. Allerdings lief Carroll in der Saison 2002/03 noch einmal als Spielertrainer beim EHC Eislöwen Leipzig in der Sachsenliga auf.
1994 bestritt Fred Carroll zudem einige Spiele für die Buffalo Stampede in der Roller Hockey International.

## Erfolge und Auszeichnungen
- 1994 Murphy-Cup-Gewinn mit den Buffalo Stampede

## Karrierestatistik
(Legende zur Spielerstatistik: Sp oder GP = absolvierte Spiele; T oder G = erzielte Tore; V oder A = erzielte Assists; Pkt oder Pts = erzielte Scorerpunkte; SM oder PIM = erhaltene Strafminuten; +/− = Plus/Minus-Bilanz; PP = erzielte Überzahltore; SH = erzielte Unterzahltore; GW = erzielte Siegtore; 1 Play-downs/Relegation; Kursiv: Statistik nicht vollständig)

## Trainerkarriere
Nach seinem Engagement bei den Eislöwen Leipzig verpflichtete der ERC Selb Fred Carroll als Cheftrainer. Nach einem Jahr beim Oberligisten wechselte der frühere Stürmer zum SC Mittelrhein-Neuwied. Der Kanadier blieb zwei Jahre in Neuwied und erreichte mit der Mannschaft das Viertelfinale in der Oberligasaison 2004/05. Anschließend wechselte Carroll zum Zweitligisten Lausitzer Füchse. Im November 2007 übernahm der gebürtige Kanadier den Cheftrainerposten seines ehemaligen Vereins Rote Teufel Bad Nauheim, wo er den zurückgetretenen Michael Eckert ersetzte. Ende März 2012 entschied sich Carroll, seinen Vertrag bei den Roten Teufeln nicht zu verlängern. Nach fünf erfolgreichen Saisons in Bad Nauheim wurde die Zusammenarbeit im beidseitigen Einvernehmen beendet. Zur Saison 2012/13 wurde er vom italienischen Zweitligisten EV Bozen 84 als Cheftrainer engagiert. Es folgten je eine Saison in Kaltern und Weiden. Im April 2015 wurde Carroll als neuer Cheftrainer der EC Hannover Indians vorgestellt. Anfang Oktober 2016 wurde bekannt, dass er sein Traineramt auf unbestimmte Zeit ruhen lassen würde, da bei ihm eine Tumorerkrankung diagnostiziert wurde.

## Privates
Fred Carroll war verheiratet und hatte einen Sohn. Ab 2012 lebte die Familie bei Braunschweig in Niedersachsen. Fred Carroll verstarb am 26. Januar 2022 in Braunschweig.